# Els síndics dels drapers
Els síndics dels drapers és un quadre del pintor neerlandès Rembrandt pintat el 1662 que està exposat permanent al Rijksmuseum d'Amsterdam, pinacoteca especialitzada en art neerlandès.
S'hi retrata a cinc Staalmeesters, membres d'una comissió la guilda o confraria dels drapers d'Amsterdam. Possiblement és la «Waardijns van de Lakenen», és a dir, la que controlava la qualitat dels draps. Era un càrrec pel que no cobraven, i eren nomenats pel període d'un any. Es reunien tres vegades a la setmana. Aquests síndics van ocupar els seus càrrecs des del Divendres Sant de 1661 fins al Divendres Sant de 1662. El llibre sobre la taula probablement es refereixi a la comptabilitat de la confraria.
Estan asseguts entorn d'una taula coberta per un drap vermell. Darrere d'ells, sobre la paret, hi ha un oli en el qual es representa el tema del far, símbol del bon exemple i del camí a seguir.
Pot comparar-se aquest quadre amb els de Les regents i els regents de l'asil d'ancians de Haarlem, de Frans Hals, que data d'una dècada més tard, per comprovar l'evolució d'aquest tipus de retrat de grup del barroc neerlandès: els aspectes dramàtics i escènics han quedat reduïts al mínim, concentrant l'atenció en els individus que formen el grup, que són retratats amb falta de vitalitat i creant-se una distància entre el grup i l'espectador.
Rembrandt va elegir per a aquesta obra una perspectiva amb un punt de vista baix, de manera que es mira directament a la part baixa de la taula, sense que sigui clarament visible el llibre que estan utilitzant. Es col·loca els cinc personatges aproximadament formant una fila: cinc volums foscos, amb colls blancs, representats frontalment i mirant seriosament, conscients de la importància de la seva funció.